# Postkreditbrief
Der Postkreditbrief war ein vom Postscheckamt ausgestellter Kreditbrief, der bei jedem deutschen Postamt eine Barauszahlung ermöglichte. 
Am 1. Mai 1914 wurden erstmals gegen Gebühr Postkreditbriefe ausgestellt. Sie sollten allen Reisenden die Möglichkeit bieten, sich unterwegs leicht und schnell mit Bargeld zu versorgen. Die Einzahlung erfolgte über eine Zahlkarte oder kostenfrei vom Postscheckkonto. Für jede Auszahlung war eine feste Gebühr und eine Steigerungsgebühr je 100 Mark zu zahlen, 1923 ohne feste Gebühr, 1924 mit Mindestgebühr.
Am 1. Juni 1930 traten Postreisescheckhefte an die Stelle der Postkreditbriefe. Neben einer Gebühr für die Ausstellung fielen keine weiteren Gebühren an. Ab August 1944 wurden Postreisescheckhefte nicht mehr ausgestellt.